# ジョナサン・サフラン・フォア

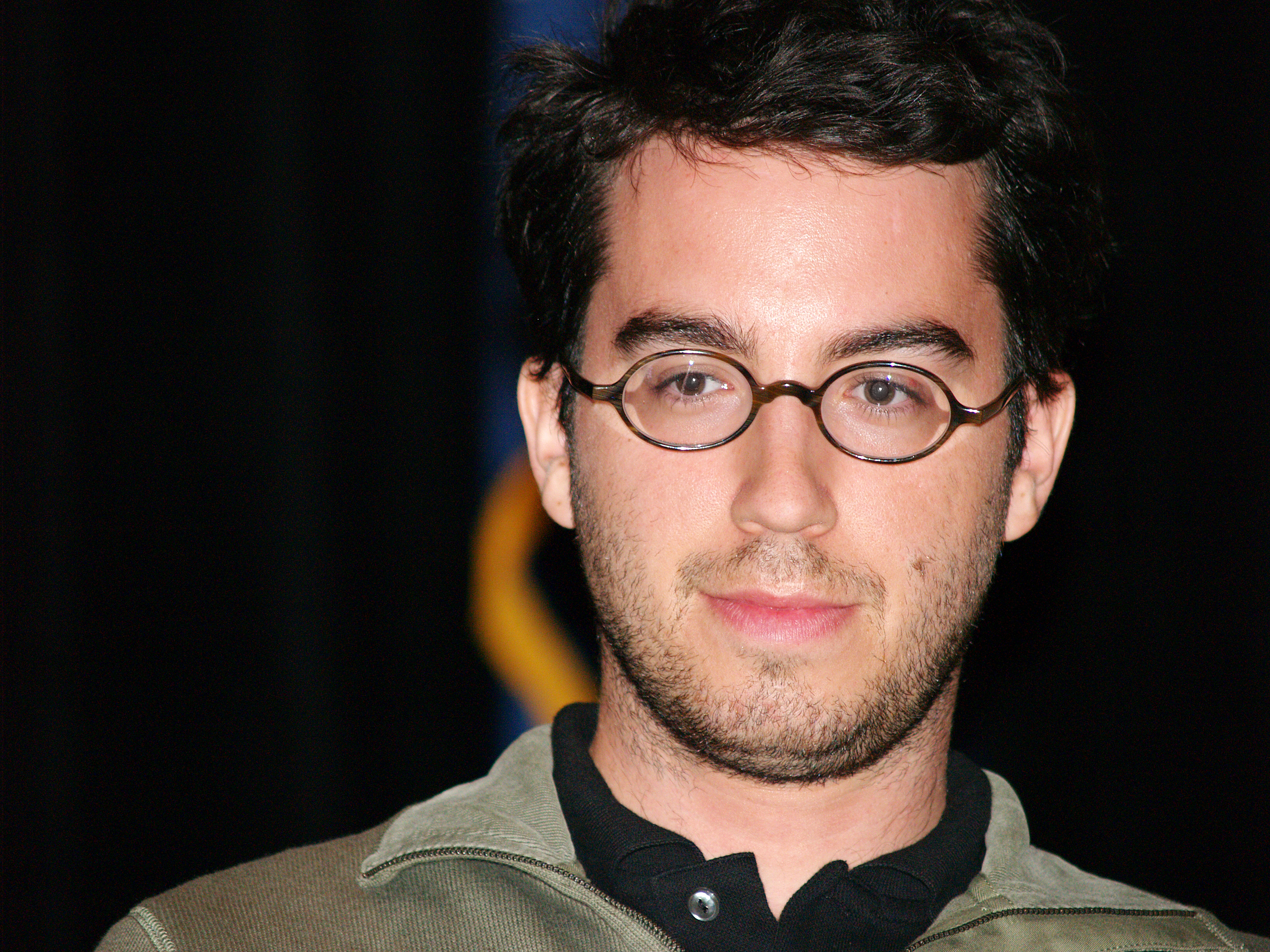
ジョナサン・サフラン・フォア。ブルックリンのブック・フェスティバルにて、2007年

ジョナサン・サフラン・フォア（Jonathan Safran Foer、1977年2月22日 - ）は、アメリカ合衆国の小説家。
ワシントンD.C.にてユダヤ人の家庭に次男として生まれる。父エディソンは弁護士、母エスターはポーランド出身でPR会社の社長である。プリンストン大学在学中、創作科でジョイス・キャロル・オーツに才能を見出された。卒業後マウントサイナイ医科大学に短期間通ったのち、2002年『エブリシング・イズ・イルミネイテッド』でデビュー。ウクライナでルーツ探しをするアメリカ人青年をコミカルに描いた本作は全米でベストセラーとなり、ガーディアン新人賞、全米ユダヤ図書賞、ニューヨーク公共図書館若獅子賞などを受賞、30ヶ国語に翻訳されている。
2005年の長編第二作『ものすごくうるさくて、ありえないほど近い』では、アメリカ同時多発テロで父親を失った少年の冒険を描いており、ロサンジェルス・タイムズ、ワシントン・ポスト・ブック・ワールド、シカゴ・トリビューンほか各誌でブック・オブ・ザ・イヤーに選ばれるなどこちらも話題作となった。2009年には食をテーマとしたノンフィクション『イーティング・アニマル』、2010年にはブルーノ・シュルツの短編集を下敷きにした『Tree of Codes』を発表している。
彼の作品は「ビジュアル・ライティング」と言われる視覚的実験に特徴があり、タイポグラフィによる実験や写真・図版の挿入などが試みられている。『イルミネイテッド』は2005年にリーヴ・シュレイバーにより映画化（邦題『僕の大事なコレクション』）され、『ありえないほど近い』もスティーブン・ダルドリー監督で2011年に映画化された。
兄フランクリンは『サッカーが世界を解明する』の著書がある『ニュー・リパブリック』編集者、弟ジョシュアは記憶術の著書があるフリーランスジャーナリスト。また妻ニコール・クラウスも『ヒストリー・オブ・ラブ』などの作品がある小説家である。

## 邦訳作品
- エブリシング・イズ・イルミネイテッド（近藤隆文訳、ソニーマガジンズ、2005年）
- ものすごくうるさくて、ありえないほど近い（近藤隆文訳、NHK出版、2011年）
- イーティング・アニマル―アメリカ工場式畜産の難題(ジレンマ)（英語版）（黒川 由美訳、東洋書林、2011年）
- ヒア・アイ・アム（近藤隆文訳、NHK出版、2019年）